# Schulstad
Lantmännen Schulstad A/S eller Schulstad er en dansk brødproducent, der er ejet af svenske Lantmännen Unibake. Virksomheden blev oprindeligt etableret som Schulstad & Ludvigsen, en dansk rugbrødsfabrik stiftet i 1880 af bagermester Viggo Schulstad, der fra 1890 indgik et samarbejde med kemikeren Christian Ludvigsen.
Fabrikken startede med Viggo Schulstads bageri i Store Kongensgade, flyttede i 1902 til Ryesgade 27 på Nørrebro  og til Heimdalsgade på Nørrebro. I 1967 flyttede fabrikken til moderne rammer i Albertslund, men ligger nu  i Avedøre Holme.
Fabrikken havde i en årrække en blå sfinks som logo.
I 2003 kom fabrikken på svenske hænder og ejes i dag af Lantmännen.

## Historie
2007 Bageriet i Odense lukkes ved udgangen af året. Samtidigt udvides bageriet i Avedøre til at omfatte 6 bagelinier til produktion af rug og hvedebrød.
2006 Navneændring d. 4. april til Lantmännen Schulstad A/S. Senere på året flytter Lantmännen Schulstad fra forretningsområdet Lantmännen Axa til forretningsområdet Lantmännnen Unibake.
2005 Schulstad Brød fejrer sit 125 års jubilæum med interne og eksterne arrangementer. Distributionsterminalerne i Avedøre og Rødovre sammenlægges, og aktiviteterne videreføres i Avedøre, hvor terminalen udvides.
2004 I 3. kvartal 2004 sammenlægges forretningsområdet Fresh Bread (hvorunder Schulstad Brød hører, og som hidtil har været inkluderet i Cerealia Bakeries) med Cerealia Foods til Cerealia Foods & Bread. Dette er en del af en større rokade, hvorefter Cerealia ophører som selvstændig koncern, og hvor Cerealia Mills (udvikling og produktion af mel, morgenmadsprodukter og pasta), Cerealia Foods & Bread (produktion og salg af frisk brød, mix, morgenmadsprodukter mv.) og Cerealia Bakeries (bakeoff produkter til både forbrugere, catering og detailhandel) nu opererer som selvstændige forretningsenheder i Lantmännen koncernen. Desuden sammenlægges de 2 polske friskbrøds datterselskaber til ét selskab, Schulstad Sp.z.o.o.
2003 Den 8. januar 2003 bliver Schulstad Brød og Schulstad Frost en del af Cerealia Bakeries, der er en del af den svenske fødevarekoncern Cerealia AB. Cerealia er en international koncern, som udvikler, producerer og markedsfører kornbaserede fødevarer. Cerealia AB ejes af Svenske Lantmännen, der ejes af 54.000 svenske landmænd.Cerealia er opdelt i tre forretningsområder: Mills, Foods og Bakeries, hvor Schulstad Brød indgår i sidstnævnte. Udover Schulstad står Cerealia Bakeries bag varemærkerne Hatting, Paaskebrød, Skogaholm Bröd, Korvbröds Bagarn, Skoga og Bulgi Skogi.
2002 Schulstad har nu 2200 medarbejdere i Danmark, Sverige og Polen. I Danmark har Schulstad Brød A/S en markedsandel af friskindpakket brød på 55 % og er dermed i Danmarks største udbyder. Schulstad Frost A/S er den førende udbyder af bake-off produkter i Danmark.
2001 De Danske Brødfabrikker og Schulstad Brød A/S fusionerer. Distributionsstrukturen i Jylland og Fyn revurderes, og en ny distributionsterminal i Vejle indvies i juli måned. Distributionsafdelingerne i Holstebro, Brabrand, Kolding og Odense overflyttes ultimo 2001 og primo 2002 til den nye terminal i Vejle. I starten af året lanceres rugbrødsproduktet Levebrød, og med lanceringen af serien står det for alvor klart, at Schulstad forstår forbrugerne. Med Levebrød imødekommer man nemlig ønsket om fedtfattigt, smagfuldt og sundt brød. Levebrød har en meget lav fedtprocent og mange kostfibre, og det bliver hurtigt populært blandt forbrugerne (i løbet af blot 25 uger bliver det den største rugbrødsvariant i Danmark).
2000 Schulstad A/S indvier først på året et nyt udviklingsbageri i Avedøre, og det skal bidrage til at videreudvikle Schulstads position på markedet. Schulstad A/S erhverver den 2. oktober 2000 alle aktierne i De Danske Brødfabrikker, som hidtil har været ejet af FDB. Senere samme år erhverver Schulstad A/S 100% af aktierne i henholdsvis Pol-Schulstad Sp.z.o.o., Poznan og Schulstad SPC Sp.z.o.o., Warszawa.
1999 Medio 1999 bliver Schulstad Gruppens køb af Sveriges 3. største bageri, Juvelbagerierne AB en realitet og dermed falder et vigtigt element i Schulstads strategi om at blive den førende brødproducent i Skandinavien på plads.
1997/98 Årene bliver forandringernes år, og de præges af store investeringer, omstruktureringer, organisationsændringer og forberedelse af ny vækst. Der investeres i optimering af eksisterende produktionsanlæg og udbygning af bagerierne rundt om i landet. Internationaliseringen af Schulstad forstærkes ved køb af en 34% aktiepost i Bakehuset Norge A/S samt 25% aktiepost i agentvirksomheden Bakehouse Ltd. i England. I Polen øger Schulstad sin ejerandel i Pol-Schulstad, Poznan fra 50% til 70%, ligesom der til stadighed investeres i nye produktionsanlæg samt i distribution for at matche Schulstads stigende polske afsætning. I Danmark køber Schulstad Gruppen en 25% aktiepost i Den Gyldne Ovn, som er en bagerikæde under opbygning. I starten af året overtog Schulstad, som et led i den fortsatte branchestrukturering, salget fra Nakskov Brødfabrik.
1995 Schulstad Frost A/S etablerer datterselskab i Chicago, USA. På friskbrødsmarkedet øges satsningen på produktudvikling og markedsføring, og dette resulterer i 1996 i stor succes med Det Gode Hvedebrød og Det Gode Rugbrød.
1994 Rugbrødsproduktionen flyttes fra Glostrup til Avedøre.
1993 Schulstad Gruppen flytter hovedsædet fra Glostrup til Avedøre, hvor der er bygget ny administrationsbygning. Samtidig er udvidelsen af bageriet i Avedøre i fuld gang med henblik på flytning af rugbrødsproduktionen fra Glostrup til Avedøre. På grund af manglende afsætning af pizzaer stoppes produktionen, og fabrikken i Solrød lukkes herefter.
1991 Schulstad Gruppen overtager den svenske brødvirksomhed Lockarp´s Bageri i Avedøre. Den er nu en del af Schulstad Brød A/S.
1990 Schulstad Gruppen køber 30% af aktierne i Dansk Biscuit Compagni A/S, og i denne virksomhed er Schulstad Gruppen aktiv i bestyrelsesarbejdet. Efter overtagelsen af småkagefabrikken Kjeldsen i 1990 skifter virksomheden i december 1992 navn til Kelsen The International Bakery. I oktober 2000 overtager Kelsen virksomheden Bisca, der producerer kiks og småkager. Den nye virksomhed er med en omsætning på 1,25 mia. kr. Danmarks største kageproducent.
1989 I sidste halvdel af 80´erne udvikles nye forretningsstrategier, og der etableres en dybfrostdivision for at skabe tilstrækkelig opmærksomhed og styrke dette område, der var i stærk udvikling. I 1989 køber Schulstad Gruppen desuden bl.a. Struer-Noba, Fristrup Mølle og Dansk Pizzabageri samt Scan-Delicious Frozen Food A/S.
1986 I starten af 80´erne er brødbranchen præget af hård konkurrence. Mange virksomheder må lukke, og også Magdalene Brød og Schulstad Brød er i vanskeligheder. Dette er bl.a. baggrunden for, at Brødfabrikken Danmark (ændrer navn til Schulstad Gruppen i 1988) dannes i 1985 med en ny koncernledelse. På tværs af landet indledes et storstilet samarbejde: From Brød i Vestjylland købes i 1986, og i 1988 indledes et samarbejde mellem Pandrup Brød og Schulstad Gruppen. Schulstad erhverver en andel på 18% af aktierne i virksomheden. I årenes løb udvides andelen, i juni 1997 overtager Schulstad alle aktier og pr. 1. januar 1998 fusioneres Pandrup Brød A/S med Schulstad Brød A/S.
1981 Ved indgangen til 80´erne øges satsningen vest for Storebælt. Der indledes et samarbejde – og ejerforhold – med brødfabrikken Magdalene i Brabrand. Ejerkredsen udvides ligeledes med flere aktionærer, og de mest kendte er Lønmodtagernes Dyrtidsfond og Sparekassen Bikuben.
1974 Behovet for kapital til videre udvikling bringer Faxe Bryggeri ind i billedet som hovedaktionær. Dette medfører omfattende rationaliseringer og moderniseringer af både produktion og distribution. I de nærmeste år herefter indføres der bl.a. brød i plastposer og skiveskåret brød i bordbakker.
1917 Ni københavnske brødfabrikker sluttes sammen under navnet Aktieselskabet Københavns Brødfabrikker, også kendt under navnet Schulstad og Ludvigsen A/S.
1880 Viggo Schulstad etablerer sammen med melhandler Vilhelm Irgens et bageri i St. Kongensgade i København. Det er her, vi først støder på Schulstad navnet.